# Aulnois-sur-Seille
Aulnois-sur-Seille là một xã trong vùng Grand Est, thuộc tỉnh Moselle, quận Château-Salins, tổng Delme. Tọa độ địa lý của xã là 48° 52' vĩ độ bắc, 06° 18' kinh độ đông. Aulnois-sur-Seille có điểm thấp nhất là 187 mét và điểm cao nhất là 272 mét. Xã có diện tích 5,09 km², dân số vào thời điểm 1999 là 254 người; mật độ dân số là 49,8 người/km². Aulnois-sur-Seille nằm về phía đông nam của Metz.

## Thông tin nhân khẩu
| 1962 | 1968 | 1975 | 1982 | 1990 | 1999 | 2005 |
| ---- | ---- | ---- | ---- | ---- | ---- | ---- |
| 221  | 235  | 213  | 205  | 214  | 249  | 254  |